# How your eyes trick your mind

Ebbinghaus Illusion

How your eyes trick your mind (en español: Cómo los ojos engañan la mente) es un artículo interactivo sobre las ilusiones ópticas elaborado por Melissa Hogenboom, productora y realizadora de la BBC. Manifiesta que las ilusiones ópticas son un recurso para descubrir cómo cada persona percibe la realidad. Las ilusiones ópticas, han demostrado que la mente humana tiende a hacer suposiciones e interpretar el mundo que nos rodea, de forma que aquello que vemos habitualmente no es la verdad.
A lo largo de la historia se ha cuestionado el hecho de por qué los ojos humanos dejan ser engañados tan fácilmente ante dibujos simples cómo son las ilusiones ópticas. Hogenboom afirma que las ilusiones ópticas pueden revelar un gran abanico de información; desde cómo los seres humanos procesan la noción de tiempo y espacio hasta la experiencia humana de conciencia.

## Las primeras ilusiones
Las ilusiones ópticas tienen una larga trayectoria que se remonta hasta la Antigua Grecia. Ya en el siglo VI a. C., el poeta y médico griego Epicarmo había presentado las primeras explicaciones y teorías de este fenómeno, cuando creía que, independientemente de que nuestra mente comprendiera ciertas cosas claramente, los órganos sensitivos podían llegar a confundir o interpretar la información de manera diferente.
También el filósofo griego Aristóteles, en 350 a. C., determinó que a pesar de que se pueda confiar en los sentidos humanos, estos se pueden engañar con una gran facilidad, haciendo referencia al fenómeno de las ilusiones ópticas y coincidiendo con las teorías que Epicarm había hecho públicas anteriormente.

### Un cambio de pensamiento
El siglo XIX fue la época donde empezó el auténtico auge del estudio de las ilusiones ópticas, y se hicieron descubrimientos cómo por ejemplo el hecho que el cerebro humano tiende a saltar rápidamente a conclusiones debido a la gran cantidad de información que recibe por segundo.
En primer lugar, se estudió la percepción. Se elaboraron varias ilusiones ópticas muy sencillas para determinar la manera en que el cerebro percibe las formas y los patrones. Gracias a estos estudios hechos previamente, se empezaron a confeccionar unas primeras teorías sobre la manera en que los ojos pueden manipular la mente.
La ilusión de Ebbinghaus o círculos de Titchener es una ilusión óptica que incide a la percepción correcta de medidas y que toma el nombre del descubridor de este fenómeno, Hermann Ebbinghaus, psicólogo alemán. Esta ilusión óptica reveló que el cerebro humano hace juicios sobre las medidas a través de objetos adyacentes, hecho que se puede manipular fácilmente.

Ilusión de Ponzo

En esa misma época, una nueva ilusión óptica, la ilusión de Ponzo, ilustró que para la percepción de la profundidad es esencial su contexto. La ilusión de Ponzo recibe el nombre también de su descubridor, el psicólogo italiano Mario Ponzo. Esta ilusión óptica muestra que las líneas de medida idéntica pueden parecer que tienen longitudes diferentes cuando se colocan entre líneas paralelas convergentes: Dos rectas paralelas de la misma longitud parecen diferentes según la posición relativa de cada una de ellas, de forma que, la recta superior parece más larga porque la mente interpreta su medida de acuerdo con la perspectiva lineal, en que las líneas paralelas convergen. 
Relacionado con esta pasada ilusión óptica, se explica la ilusión de Muller-Lyer, en que las líneas que forman la ilusión parecen tener medidas diferentes. 
La ilusión de Mujer-Lyer fue descubierta por F. C. Muller-Lyer en 1889. Esta ilusión óptica explica que dos o más segmentos de la misma longitud parecen más largos o cortos según la dirección donde apuntan las flechas (hacia adentro o hacia fuera) de los extremos del segmento. De nuevo observamos cómo nuestro sentido de la mida y la persectiva pueden verse afectados por el contexto, porque nuestra mente está preparada para relacionar determinados hechos visuales con conceptos de distancia y profundidad. Es por eso que las líneas diagonales nos crean la ilusión de perspectiva, porque así es cómo el cerebro se orienta en un espacio tridimensional.
A finales del 1800, Hermann von Helmholtz, médico y físico alemán, demostró que esta no es la única manera en que las líneas simples pueden deformar la manera cómo la mente percibe el entorno. Mediante el ejemplo de un cuadrado sencillo demostró que un cuadrado formado por líneas horizontales parece más largo y estrechado que el mismo cuadrado formado por líneas verticales. Los investigadores piensan que puede relacionarse con la manera cómo se estima el espacio lleno, pero, no obstante, no hay nada comprobado y queda aún camino para investigar.

Tal como dice el historiador, Nicholas Wade de la Universidad de Dundee (Escocia), en paralelo al surgimiento de estas nuevas ilusiones ópticas, se estaba viviendo un momento de innovaciones en el campo de estudio de la percepción.
“The phenomena were small but reliable; they were experimentally tratable and it generated this incredible boom of variations donde simple figures.”
Aun así, en esta misma época hubo intentos para encontrar una teoría unificadora de las ilusiones ópticas. Años después, los investigadores se darán cuenta que las reacciones a las ilusiones ópticas son muy complejas y que este ámbito no es tan sencillo #ómo los primeros pioneros de las ilusiones ópticas habían propugnado.

## ElsigloXX
El siglo XX vio poco del camino de los grandes adelantos en el campo de las ilusiones ópticas, cuando los evidentes adelantos en la tecnología permitieron a los científicos David H. Hubel, Torsten N. Wiesel y Roger W. Sperry elaborar diferentes estudios por separado que los llevaron al descubrimiento de ciertas neuronas participantes en el córtex visual del cerebro que respondían solo cuando los objetos de visión estaban orientados a ciertos ángulos. Este descubrimiento obtuvo el premio Nobel de Fisiología y Medicina en 1981.
Estos estudios demostraron cómo el sistema visual construye complejas representaciones de la información visual a partir de estímulos simples (Hubel), que los hemisferios cerebrales controlan funciones especializadas y que son capaces de actuar por separado en caso de perder comunicación entre ellos (Sperry), así como el hecho que algunas neuronas responden con preferencia por el ojo derecho y algunas lo hacen por el ojo izquierdo (Wiesel).

## Op-Arte (Las ilusiones ópticas cómo una forma de arte)
A la década del 1960 al 1970, las ilusiones ópticas fueron la inspiración de un estilo llamado Op-Arte (abreviación de optical art, en inglés) o arte óptico.
Victor Vasarely, pintor franco-húngaro, fue un artista considerado el padre de este movimiento. Científicos de la actualidad han estudiado algunos de sus trabajos. Un ejemplo es la investigación que utilizó la ilusión de cuadrados nidados, la cual sugiere que el cerebro humano identifica las formas utilizando esquinas en lugar de líneas.

## ElsigloXXI
A principios del 2000 hubo un resurgimiento en el campo de la investigación sobre las ilusiones ópticas. Paralelamente se estudió también la manera cómo el cerebro humano procesa el tiempo.
Una escuela de pensamiento sugirió que determinadas ilusiones ópticas ponen de manifiesto el intento constante del cerebro humano para predecir qué es el que pasará. Teóricos afirman que muchas de las ilusiones ópticas demuestran que los seres humanos intentan predecir el futuro para compensar el ligero retraso entre el acontecimiento y la percepción consciente de este.
Mark Changizi, determinó que el cerebro puede hacer predicciones sobre el entorno para percibir el presente.
Mark Changizi, neurobiólogo teórico, y Shinsuke Shimogo, psicólogo experimental del laboratorio de psicología experimental de Caltech a California, escribieron sobre determinadas ilusiones ópticas, entre las cuales se encuentra la ilusión de Hering.

La ilusión de Hering muestra una serie de líneas radiales que simula la ilusión de movimiento, tal como la escena que visualizamos cuando nos movemos ninguno adelante, explica Changizi. Con esto, se ha llegado a la conclusión que el cerebro humano habría evolucionado para tratar estas líneas cómo una representación del movimiento.
“In real life when those mechanisms are working well, when you're moving forward, then those radial lines happening donde the back of your eye really are due tono real-life motion. The reason they are only misperceptions in the lab is because radial lines trick your brain into thinking there's motion.”

### Actualidad
Hoy en día, la investigación de las ilusiones ópticas ha aumentado considerablemente. Gracias a los adelantos de la tecnología se ha permitido a los científicos investigar y estudiar el cerebro humano mientras los usuarios visualizan las ilusiones. De este modo, se ha podido empezar a entender los mecanismos subyacentes que suceden dentro del cabo de los seres humanos.
En investigaciones más recientes, la resonancia magnética funcional (fMRI) ha permitido a los investigadores analizar cómo las neuronas del cerebro responden a las ilusiones individuales. Un estudio hecho con personas que contemplaban el cubo de Necker mostró cómo el cerebro podía variar entre dos interpretaciones diferentes de una imagen, a medida que trataba de convertir un dibujo bidimensional en un cubo tridimensional.

## Clasificación de ilusiones ópticas
El origen de las diferentes ilusiones ópticas pueden tener un origen fisiológico o cognitivo. El primero es causado por estimulaciones de los ojos o el cerebro, mientras que el segundo se debe de al conocimiento propio que tenemos del mundo.

### Ilusiones ópticas fisiológicas
Un ejemplo de las ilusiones ópticas fisiológicas serían el que denominamos las postimágenes. Estas son las que se quedan imprimidas en nuestra vista después de observar un elemento muy luminoso o un estímulo adaptativo ante patrones cambiantes muy contrastados, es decir, que se dan como consecuència de un exceso de estímulo visual (causas de las cuales pueden ser tanta luz cómo color, inclinación, movimiento, etc.). Según Richard Gregory, profesor de la Universidad de Bristol especializado en el campo de la percepción y las ilusiones ópticas, estas son las que alteran las señales sensoriales y neuronales del cerebro.
Un ejemplo sería el que se denomina rivalidad binocular, donde pequeñas separaciones entre puntos correspondientes a las imágenes de los dos ojos se fusionan y crean la sensación de profundidad.

### Ilusiones ópticas cognitivas
Estas son causa de una interpretación errónea del cerebro de las señales enviadas por el ojo, cómo por ejemplo, la incorrecta interpretación dimensional relativa de dos objetos debido a la perspectiva. El cerebro salta a conclusiones inconscientes, cuando automáticamente toma una idea incorrecta de la imagen que se observa, a partir del conocimiento del mundo que nos rodea, es decir, estas ocurren cuando se produce una aplicación incorrecta del conocimiento almacenado por el cerebro durante la lectura o interpretación de señales sensoriales. Este conocimiento puede ser específico de un objeto en particular o puede ser un conocimiento general en forma de reglas, cómo la ley gestáltica, que determina que las partes de un objeto que están juntas y se mueven juntos, pertenecen al mismo objeto.
Las ilusiones cognitivas se pueden clasificar en ambigüedades, deformidades, paradojas y ficciones.

#### Ambigüedades
Las ambigüedades son imágenes que provocan una cambio perceptual entre interpretaciones alternativas. Ante una imagen, el cerebro agrupa automáticamente los diferentes elementos que aparecen según unos principios de organización. En estos casos, este tiende a “precipitarse” para obtener una conclusión, pasando por alto información importante y por lo tanto, dando un resultado erróneo. Esto se denomina “inversión perceptual”. Un ejemplo sería la conocida ilusión óptica del elefante y las patas (imagen a la parte derecha). Otro ejemplo podría ser La Copa, introducida en 1915 por el psicólogo danés Edgar Rubin, como ejemplo de ilusión de figura y fondo. En esta vemos la silueta de una copa blanca que comparte márgenes con dos perfiles negros. Decimos que hay ambigüedad porque, compartiendo una frontera común, ambas imágenes podrían ser la figura o el fondo. Rubin determinó que la elección de figura y fondo dependía de varios factores, cómo por ejemplo que es el área más pequeña la que se acostumbra a considerar figura, aunque también influye la concavidad y convexidad de las figuras.

#### Distorsiones
Las distorsiones son ilusiones que consisten en errores de la percepción del tamaño, la longitud, curvatura, ángulos... Es decir, interpretaciones erróneas de diferentes propiedades geométricas. De hecho, cualquier representación de perspectiva, ya sea esta plástica o fotográfica, se considera una distorsión, puesto que se modifica la proporción relativa de las dimensiones y ángulos para dar la sensación de distancia y profundidad. En otras palabras, se crea la ilusión de tridimensionalidad en un elemento bidimensional.

#### Paradojas

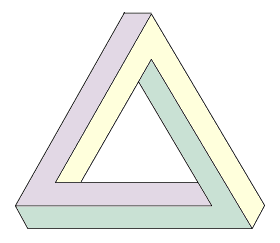
Ilusión cognitiva de tipo paradójico: el Triángulo de Penrose

Este tipo de ilusión cognitiva presenta objetos imposibles. Un ejemplo sería el Triángulo de Penrose, presentado por el artista sueco Oscar Reutersvärd en 1934, en el que se observa un triángulo imposible formato por tres barras.

## Nuevas ilusiones y variantes de las anteriores
Los investigadores han descubierto que el cerebro es capaz de detectar qué sueño las diferentes áreas del cerebro que tratan el color, el movimiento, la forma o bien, la textura. Sin embargo, todavía no queda clara la manera cómo el cerebro codifica y combina toda esta información en una imagen, para que esta se muestre coherente.
Es más, en la actualidad están apareciendo nuevas ilusiones ópticas y variantes de ilusiones anteriores. Es por este motivo que los investigadores que trabajan en el campo de la visión decidieron organizar un concurso anual para encontrar qué sueño las mejores nuevas ilusiones ópticas, con el fin de mejorar el estudio del cerebro.

Rotating Snakes Illusion

### Susana Martínez-Conde
Susana Martínez-Conde del Barrow Neurological Institute de Arizona es una neurocientífica visual y juez de este concurso.
Actualmente, Martínez-Conde se basa en el trabajo de investigadores del s. XIX. 
Helmholtz, médico y físico alemán, fue el primero que se dio cuenta de que los ojos de los seres humanos hacen movimientos rápidos llamados sacàs. A raíz de este hecho, Martínez-Conde se dio cuenta de que estas saccadas podrían ayudar a explicar el por qué vemos movimiento en esta imagen, la ilusión de la serpiente.
Esto explicado anteriormente, es el que se conoce como movimiento aparente. La ilusión de la serpiente se produce porque hay mucha información a la vez que topa con diferentes partes de la retina. Todo este detalle se envía al córtex visual y la confusión resultante engaña el cerebro porque piense que se está produciendo un movimiento.
Las exploraciones de IRMf han demostrado que las mismas neuronas que responden al movimiento responden cuando miramos la imagen de la ilusión de la serpiente.
En conclusión, el sistema visual humano todavía hoy en día continúa siendo demasiado limitado para poder abordar toda la información que nuestros ojos captan en cada momento. Ver en ningún caso es creer y tampoco, conocer.

Susana Martínez-Conde dice:

“For that our brain would need tono be bigger than a building, and still then it wouldn't be enough”

## Concurso a la mejor ilusión del año
El concurso a la Mejor ilusión del año (en inglés: Best Illusion of the Year Contest) es una celebración del ingenio y la creatividad de la primera comunidad de investigación de ilusiones del mundo. Los científicos visuales, los oftalmólogos, los neurólogos y los artistas forman la comunidad de la ilusión. Utilizan muchos métodos diferentes para descubrir los cimientos de la percepción ilusoria.
Es una celebración de las ilusiones y la percepción creada por el ingenio de los principales creadores de ilusiones del mundo. Tal como expresan, las ilusiones son experiencias perceptivas que no coinciden con la realidad física.
El concurso Mejor Ilusión del Año consta de tres etapas: 
La primera es la presentación, la segunda es la selección de los 10 mejores finalistas y, por último, se hace la elección de los 3 mejores ganadores.
La selección de los 10 mejores finalistas la hacen jueces imparciales que reducen todas las presentaciones a las 10 mejores obras. Entonces, se puede votar la ilusión Top 10 preferida en línea. Finalmente, los 3 ganadores reciben premios en metálico.